# لسلی سیلوا
 لسلی سیلوا (انگلیسی: Leslie Silva؛ زادهٔ ۲۱ آوریل ۱۹۶۸) یک هنرپیشه اهل ایالات متحده آمریکا است.
از فیلم‌های معروف او می‌توان به بازی در مجموعه تلویزیونی سایه‌های آبی اشاره کرد.